# 1942 en mathématiques
| Années des mathématiques : 1939 - 1940 - 1941 - 1942 - 1943 - 1944 - 1945    |
| Décennies des mathématiques : 1910 - 1920 - 1930 - 1940 - 1950 - 1960 - 1970 |

Cet article présente les faits marquants de l'année 1942 en mathématiques.

## Naissances
- 1er janvier : Idun Reiten, mathématicienne norvégienne.
- 4 janvier : Herbert Blaine Lawson, mathématicien américain.
- 5 janvier : Alexandru Ioan Lupaș (mort en 2007), mathématicien roumain.
- 14 janvier : Vasil A. Popov (mort en 1990), mathématicien bulgare.
- 16 janvier : Klaus Leeb, informaticien et mathématicien autrichien.
- 21 janvier : Francisco Javier González-Acuña, mathématicien mexicain.
- 1er février : Jean-Michel Bony, mathématicien français.
- 6 février : Tsit Yuen Lam, mathématicien sino-américain.
- 20 février : Stanisław Kwapień, mathématicien polonais.
- 27 février : Gavin Brown (mort en 2010), mathématicien australien d'origine écossaise.
- 28 février : Martin Aigner (mort en 2023), mathématicien autrichien.
- 22 mars : Alberto Conte, mathématicien italien.
- 23 mars : Tim Pedley, mathématicien britannique.
- 17 avril : Mamikon Mnatsakanian, mathématicien arménien.
- 24 avril : Stanley Osher, mathématicien américain.
- 6 mai : 
  - Thierry Aubin (mort en 2009), mathématicien français.
  - Mark Steiner (mort en 2020), philosophe israélien spécialiste en philosophie des mathématiques et philosophie de la physique.
- 8 mai :Per Martin-Löf, logicien, philosophe et mathématicien suédois.
- 19 mai : Eberhard Freitag, mathématicien allemand.
- 21 mai : Robert McEliece (mort en 2019), mathématicien, informaticien et cryptologue américain.
- 22 mai : Theodore Kaczynski, surnommé « Unabomber », terroriste, mathématicien, militant écologiste et néo-luddite américain.
- 3 juin : Konrad Osterwalder, mathématicien suisse, spécialiste de physique théorique.
- 20 juin : Neil Trudinger, mathématicien australien.
- 28 juin : Gerhard Wanner, mathématicien autrichien.
- 29 juin : Jon Barwise (mort en 2000), mathématicien, philosophe et logicien américain.
- 9 juillet : Anthony Joseph, mathématicien français.
- 27 juillet : Claude Mutafian, mathématicien français.
- 17 août : Jerrold Marsden (mort en 2010), mathématicien canadien.
- 24 août : Karen Uhlenbeck, mathématicienne américaine.
- 27 août : Jean Dhombres, mathématicien et historien des mathématiques français.
- 10 septembre :
  - Christine Darden, mathématicienne américaine.
  - Audrey Terras, mathématicienne américaine.
- 30 septembre : Virginia Warfield, mathématicienne et pédagogue américaine.
- 10 octobre : James Milne, mathématicien néo-zélandais.
- 22 octobre : Bruno Buchberger, mathématicien autrichien.
- 6 novembre : Michaël Herman (mort en 2000), mathématicien franco-américain.
- 7 novembre :
  - Clark Kimberling, mathématicien américain.
  - Alexei Nikolaïevitch Parshin, mathématicien russe.
- 8 novembre : Nancy Kopell, mathématicienne américaine.
- 10 novembre : Rūsiņš Mārtiņš Freivalds (mort en 2016), informaticien et mathématicien soviétique letton.
- 12 novembre : Olga Beaver (morte en 2012), mathématicienne tchéco-américaine.
- 11 décembre : Jean Mawhin, mathématicien belge.
- 18 décembre : Lenore Blum, mathématicienne américaine.

- William Haboush, mathématicien américain.
- Robert  Williams, mathématicien, designer et architecte américain.

## Décès

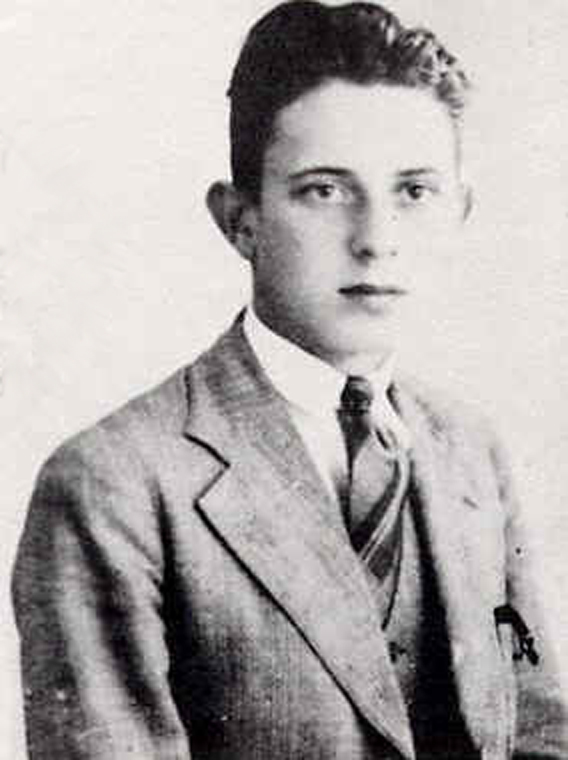
Jerzy Różycki

- 9 janvier : Jerzy Różycki (né en 1909), mathématicien et cryptologue polonais.
- 17 janvier : Vladimir Varićak (né en 1865), mathématicien et physicien théorique croate.
- 21 janvier : Maurice Potron (né en 1872), mathématicien français.
- 26 janvier : Felix Hausdorff (né en 1868), mathématicien allemand.
- 11 février : Egbert van Kampen (né en 1908), mathématicien néerlandais.
- 9 mars : Mykhaïlo Kravtchouk (né en 1892), mathématicien soviétique et ukrainien.
- 16 mars : Yakov Perelman (né en 1882), mathématicien russe.
- 28 mars : Margarete Kahn (née en 1880), mathématicienne allemande.
- 19 mai : Joseph Larmor (né en 1857), physicien, mathématicien et homme politique irlandais.
- 2 juin : Andrew Russell Forsyth (né en 1858), mathématicien écossais.
- 5 juillet : Oskar Bolza (né en 1857), mathématicien allemand.
- 7 juillet : William Henry Young (né en 1863), mathématicien anglais.
- 16 juillet : 
  - Alfred William Flux (né en 1867), économiste et statisticien britannique.
  - Emily Kathryn Wyant (née en 1897), mathématicienne américaine.
- 26 juillet : Georg Pick (né en 1859), mathématicien autrichien, mort dans le camp de concentration de Theresienstadt.
- 17 août : Herman Auerbach (né en 1901), mathématicien polonais, mort dans le camp d'extermination de Belzec.
- 14 septembre : Edgardo Ciani (né en 1864), mathématicien italien.
- 9 novembre : Graciano Ricalde Gamboa (né en 1873), mathématicien mexicain.
- 23 novembre : 
  - Stanislaw Saks (né en 1897), mathématicien polonais.
  - Stanisław Zaremba (né en 1863), mathématicien polonais.
- Moses Schönfinkel (né en 1889), logicien et mathématicien soviétique.